# 4030 Archenhold
4030 Archenhold è un asteroide della fascia principale. Scoperto nel 1984, presenta un'orbita caratterizzata da un semiasse maggiore pari a 2,4596074 UA e da un'eccentricità di 0,0939139, inclinata di 6,52336° rispetto all'eclittica.